# Christian Lacroix
Christian Lacroix (Arlés, Francia, 16 de mayo de 1951) es un diseñador de modas francés.

## Biografía

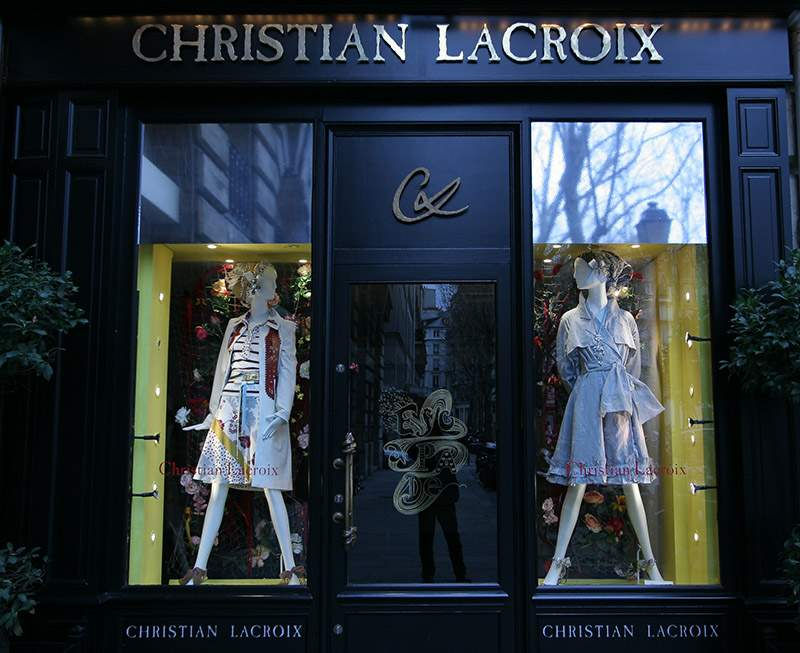
Una de las tiendas de Christian Lacroix

Christian Lacroix nació el 16 de mayo de 1951. Desde temprana edad, Lacroix acudió a corridas de toros y vivió experiencias con la cultura gitana y provenzal. En Arlés, su ciudad natal, había un carnaval anual durante la Semana Santa, en el que la gente, y las mujeres especialmente, se vestían con sus mejores ropas, combinando vestidos de época de encajes con modernos tacones y sombreros. Tal vez esta fue la fuente de inspiración de la futura visión de la moda de Lacroix. 
Acostumbraba ir a museos y disfrutaba de una de sus pasiones, la lectura. En su juventud, adquirió el gusto por la obra del escritor irlandés Oscar Wilde y por la música del grupo británico The Beatles. Después de estudiar Historia del Arte en la Universidad de Montpellier, ingresó en La Sorbona y en la École du Louvre en 1973. Durante ese período, Lacroix anhelaba convertirse en conservador de arte y fue también la época en que conoció a su futura esposa, Françoise.

## Carrera
En los años 1970, Lacroix conoció a Jean-Jacques Picart, quien estaba involucrado en diversas casas de alta costura y ayudó a que Lacroix comenzara a trabajar en la compañía francesa de modas Hermès en 1978. Después de graduarse en la École du Louvre, en 1981, empezó a trabajar para la casa de modas francesa Jean Patou.
Con la ayuda de Jean-Jacques Picart, Lacroix logró comercializar ropa popular temporada tras temporada. Colores brillantes, lujo y perfección en los acabados hicieron que Lacroix y Picart se convirtieran en populares diseñadores en aquella época.
Más tarde, en enero de 1987, Lacroix ganó el premio al Diseñador extranjero más influyente por parte del Consejo de Diseñadores de Modas de Estados Unidos.

## La alta costura de Christian Lacroix
En 1987, inauguró su propia casa de alta costura, revolucionando las pasarelas con un estilo desenfadado, lujoso y a la vez juvenil, de líneas recargadas donde brilla la maestría de los artesanos de la costura.
Creó también una línea de Prêt-à-porter, cuyos diseños se inspiraban en diversas culturas, más sencillos y cómodos de usar a diario. Los críticos comentaron que Lacroix no comprendía el tipo de vestuario que la mujer trabajadora necesitaba. En 1989, Lacroix lanzó colecciones de joyas, carteras, zapatos, anteojos, bufandas y corbatas. Este mismo año, inauguró tiendas en París, Arlés, Aix-en-Provence, Toulouse, Londres, Ginebra y Japón.

## Líneas de difusión

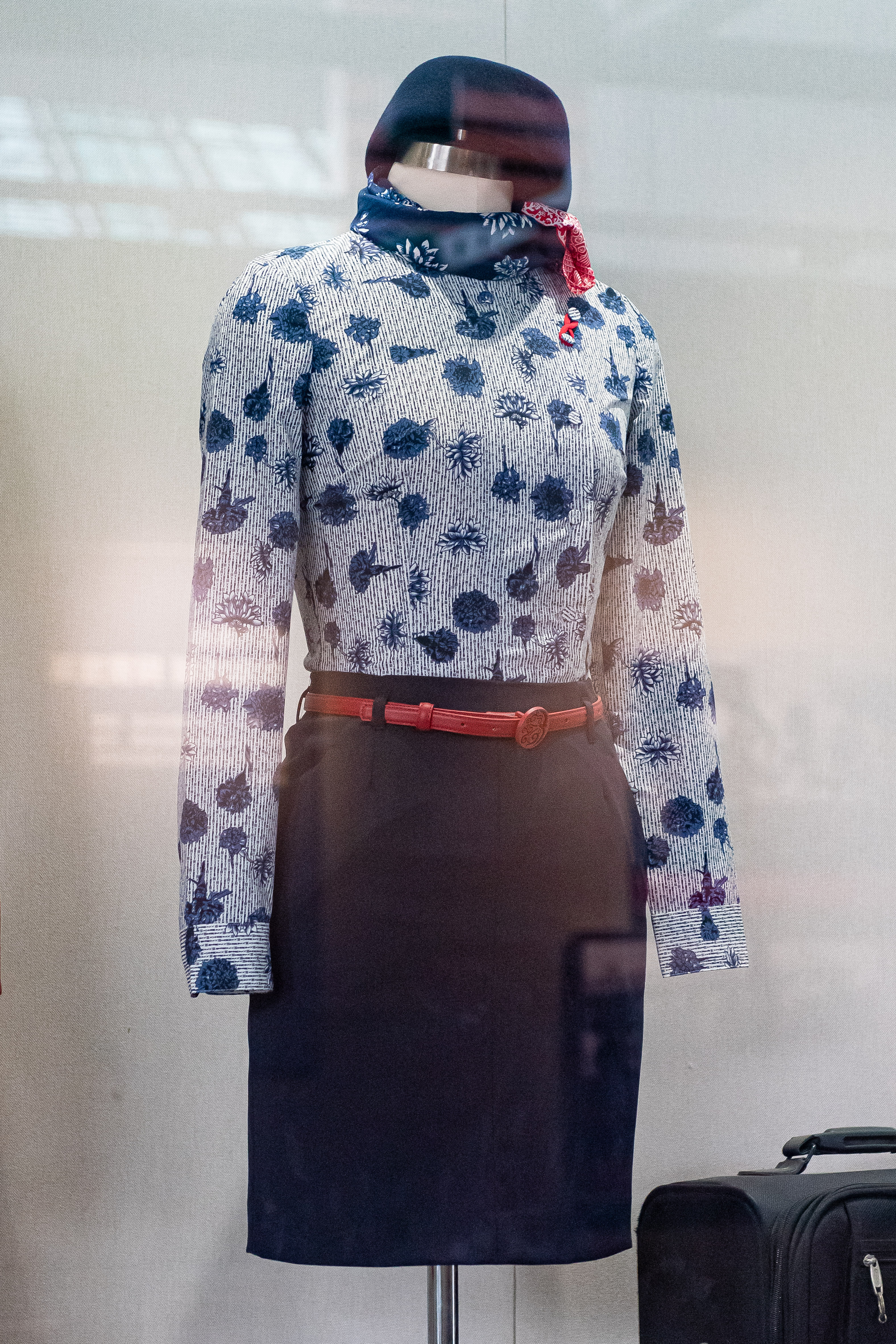
Traje diseñado por Christian Lacroix.

En 1994, Lacroix lanzó la línea Bazar. Sus colecciones durante 1994 estaban basadas en la cultura y folclore antiguos. 
En 1996, lanzó una línea de vaqueros.
En 1997, fue presentada la línea llamada El Arte de la Mesa, de artículos para el hogar, en asociación con la prestigiosa casa Christofle. También se alcanzó un acuerdo de licencia este año con la empresa Pronovias en el que podría presentar una línea de Bodas Christian Lacroix. 
En 1999, lanzó su primera línea de perfumes florales y en 2000 terminó una gama de nuevos accesorios que incluía joyería semi-preciosa. 
En 2001, Lacroix creó una línea para niños y en 2002, presentó un perfume, Bazar, creado por Bertrand Duchaufour, Jean-Claude Ellena y Emilie Copperman. 
En 2004, la firma lanzó una línea de lencería femenina, así como una línea de ropa de hombre. 
Su estilo barroco, teatral, está infuido seguramente por su trabajo en ese medio. Destaca el desenfadado uso del color y la libre yuxtaposición de texturas, telas y materiales en sus creaciones. Son constantes en su desfiles las referencias a la cultura provenzal y española, tratadas con una enorme dosis de creatividad y amor por la artesanía y el lujo.
Trabajó como director creativo para la casa de moda italiana Emilio Pucci desde 2002 hasta 2005. Terminó este trabajo con un acuerdo amistoso, ya que él y la empresa creían que sus múltiples dedicaciones, en especial su propia marca, le robaban energía para el trabajo en la misma.
Christian Lacroix ha diseñado muchos vestidos para estrellas de Hollywood, entre ellas, la cantante Christina Aguilera.
También fue el diseñador del nuevo uniforme del personal y de la tripulación de la compañía Air France en 2004, y pijamas firmados por él eran repartidos a los pasajeros que viajan en primera clase. 
La firma llegó a tener 60 puntos de venta dentro de Francia (departamento de ventas incluido), y un total de 1.000 puntos de venta alrededor del mundo.
En el invierno de 2007, se asoció con Avon Cosmetics para introducir una nueva fragrancia exclusiva, llamada Christian Lacroix Rouge (para mujer) y Christian Lacroix Noir (para hombre).
La exposición Christian Lacroix Costumier, presentada en el Museo Nacional de Singapur de marzo a junio de 2009, mostró sus diseños para la ópera, el teatro, la danza y la música.
En 2010, Lacroix lanzó varias líneas nuevas, incluso una línea de gafas con Mondottica, una línea de libretas con Libretto Holdings, una línea de textiles de casa con la empresa inglesa Designers Guild, y una línea de decoración del hogar con la compañía francés Marotte.

## El final de la firma
A pesar del renombre que Christian Lacroix disfrutó durante las décadas de los 1980 y 1990, siendo considerado uno de los diseñadores más influyentes y admirados, todo ello no fue suficiente para afrontar los problemas económicos de su firma. Su última colección de alta costura, presentada en julio de 2009, marcó el final de su nombre en el mundo de la moda.
A pesar de que Lacroix renunció desde ese momento a los desfiles de Alta costura, cerró la mayoría de puntos de venta y tuvo que despedir a casi todos los empleados de la firma, renunciando incluso al uso comercial de su nombre, su relación con el mundo de la moda continúa. En el año 2011 el creador anunció una colaboración con la firma española de moda Desigual, para crear una línea exclusiva de prendas.